# Ennio Falco

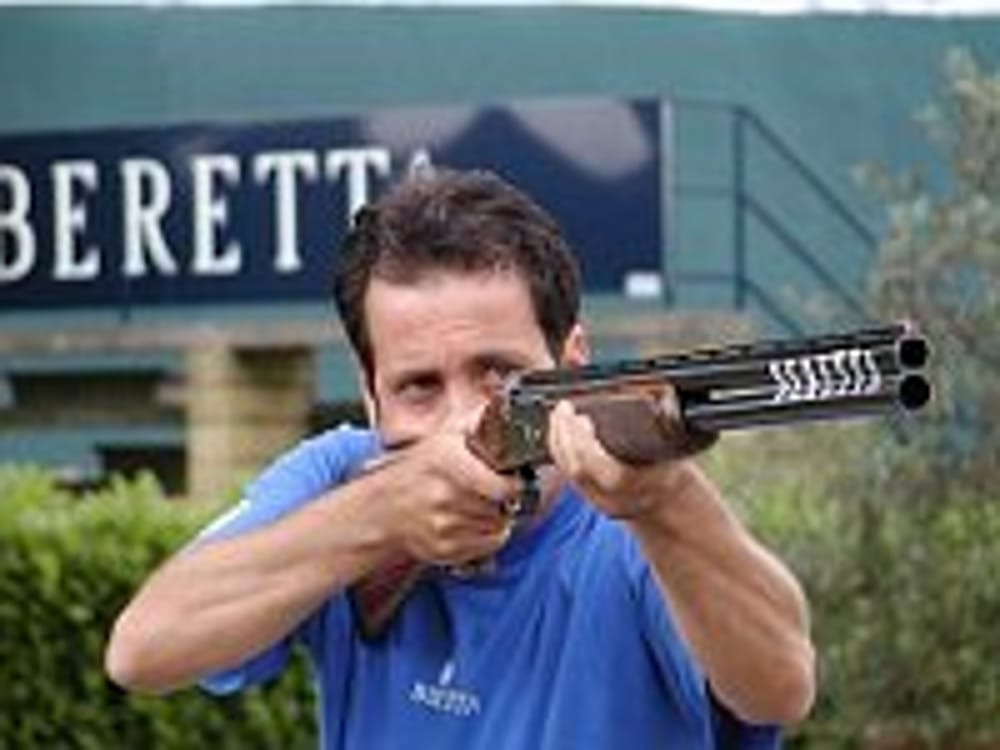
Ennio Falco, 2018

Ennio Falco (* 3. Januar 1968 in Capua) ist ein ehemaliger italienischer Sportschütze in der Disziplin Skeet. 1996 war er Olympiasieger in dieser Disziplin. Dreimal war er Weltmeister mit der italienischen Mannschaft und bei Europameisterschaften gewann er je fünf Titel im Einzel und im Team.

## Sportliche Laufbahn
Ennio Falco begann 1983 mit dem Sportschießen. 1985 war er Vierter der Junioreneuropameisterschaften, 1987 und 1988 gewann er jeweils die Silbermedaille. 1988 gewann er auch erstmals eine Veranstaltung des Weltcups. Insgesamt gewann Ennio Falco zwischen 1988 und 2009 zehn Weltcupveranstaltungen, bei sieben Veranstaltungen erreichte er den zweiten Platz und sechsmal war er Dritter. Zusätzlich gewann er von 1992 bis 2010 fünfmal das Weltcupfinale, dreimal war er Zweiter und zweimal Dritter. 1997 gelang ihm beim Weltcup in Lonato ein perfektes Ergebnis von 150 Treffern.
1994 gewann er in Fagnano Olona Bronze bei den Weltmeisterschaften, ebenfalls Dritter war 2002 und 2009. Fünfmal gewann er Weltmeisterschaftssilber: 1997 in Lima hinter Abdullah Al Raschidi aus Kuwait, 2001 in Kairo hinter Shawn Dulohery aus den Vereinigten Staaten, 2005 in Lonato hinter Vincent Hancock aus den Vereinigten Staaten, 2010 in München hinter dem Russen Waleri Schomin und 2013 erneut in Lima hinter dem Dänen Jesper Hansen. 1994 in Fagnano Olona mit Andrea Benelli und Bruno Rossetti, 1999 in Tampere mit Pietro Genga und Andrea Benelli sowie 2006 in Zagreb mit Valerio Luchini und Andrea Benelli war Falco mit der italienischen Mannschaft Weltmeister.
Bei den Olympischen Spielen 1996 in Atlanta traf Falco in der Qualifikation alle 125 Scheiben und leistete sich auch im Finale nur einen Fehlschuss. Damit gewann er die Goldmedaille vor dem Polen Mirosław Rzepkowski und Andrea Benelli. Ennio Falco nahm insgesamt an fünf Olympischen Spielen teil. 2000, 2008 und 2012 belegte er jeweils den 14. Platz, 2004 in Athen kam er auf Rang 21.
1997 gewann Ennio Falco Bronze bei den Europameisterschaften. Von 2001 bis 2004 und 2006 gewann er insgesamt fünfmal den Europameistertitel im Einzel, hinzu kamen Mannschaftstitel in den Jahren 1994, 1995, 2000, 2001 und 2005. 2009 gewann Falco noch einmal eine Silbermedaille im Einzel.
2005 siegte Ennio Falco bei den Mittelmeerspielen in Almeria vor Andrea Benelli.
Der 1,66 m große Ennio Falco ist Angehöriger des Corpo Forestale dello Stato, für dessen Sportabteilung er auch antrat.